# Stasanore
Stasanore (in greco antico: Στασάνωρ?; Soli, ... – ...; fl. IV secolo a.C.) è stato un militare macedone antico. Fu al servizio di Alessandro Magno e, poco dopo la morte del re macedone, fu satrapo prima di Drangiana e Aria e poi di Sogdiana e di Battria.

## Biografia

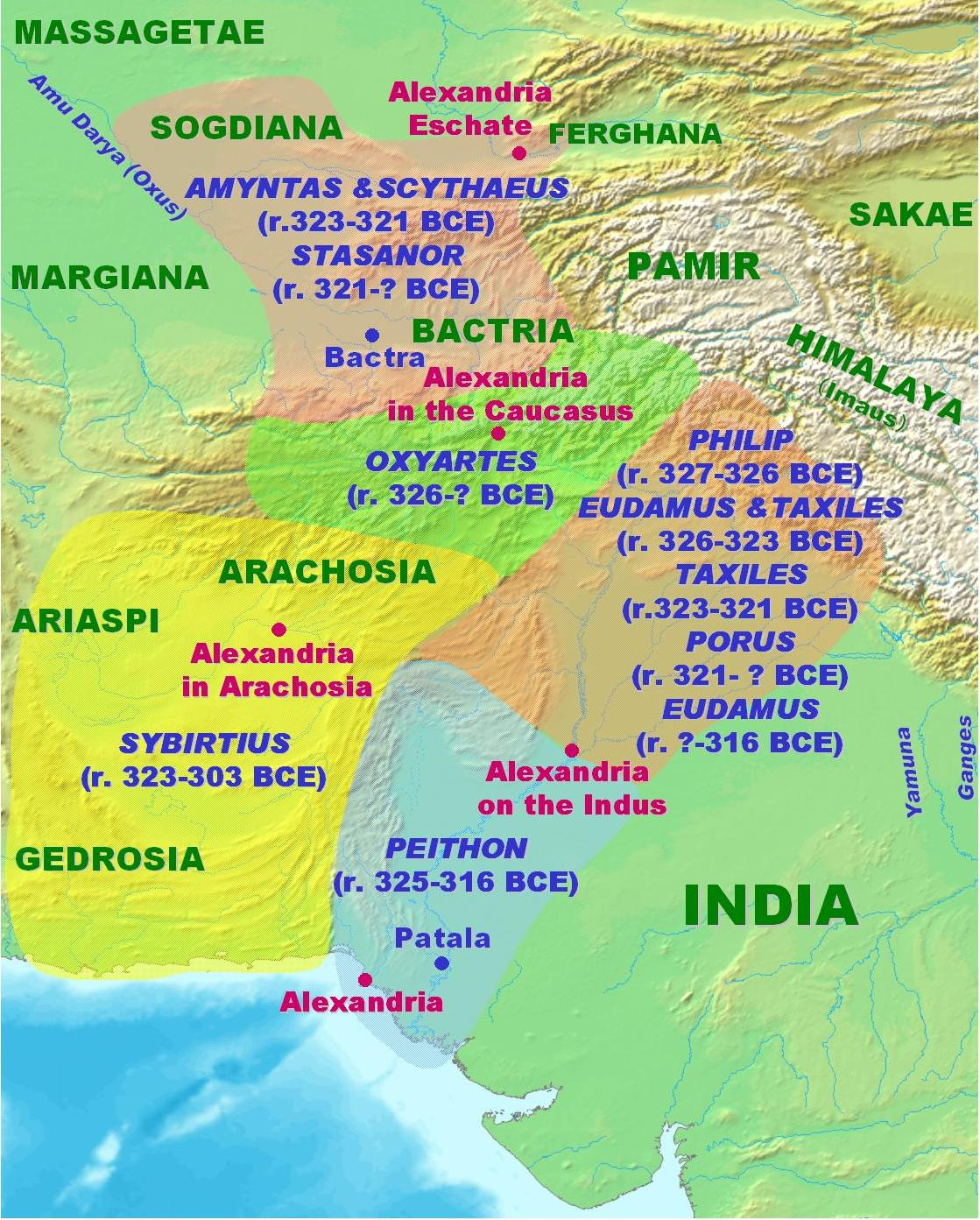
Localizzazione della Sogdiana e Battria

Probabilmente entrò al servizio di Alessandro Magno dopo l'assedio di Tiro del 332 a.C., ma la prima occasione in cui viene menzionato il suo nome è durante la campagna in Battria, quando fu distaccato da Alessandro con un forte contingente per riportare all'obbedienza Arsames, il satrapo rivoltato di Aria. Questa campagna, svolta in collaborazione con Frataferne, fu portata a termine con successo;al termine si ricongiunse con Alessandro presso Zariaspa nell'autunno del 328 a.C., portando con sé lo stesso Arsames come prigioniero, così come Barzane, che era stato nominato da Besso satrapo della Partia.
Come ricompensa per questa impresa, Stasanore ottenne la satrapia di Aria, che però fu presto modificata per quella di Drangiana, al cui comando rimase durante tutta la campagna di Alessandro in India. Al rientro del re, Stasanore fu uno di quelli che lo incontrarono in Carmania per un rifornimento necessario di cammelli e altre bestie da soma; tornò a riprendere l'incarico della sua satrapia quando Alessandro continuò la sua marcia verso Persepoli. 
Nella prima spartizione delle province dopo la morte di Alessandro avvenuta nel 323 a.C., Stasanore mantenne la sua precedente satrapia di Drangiana, ma nella successiva spartizione di Triparadiso del 321 a.C., la scambiò con il governo più importante della Battria e della Sogdiana.
Sembra che Stasanore sia rimasto tranquillo per alcuni anni, senza prendere parte alla guerra tra Eumene di Cardia e Antigono. Dopo la vittoria di Antigono, sebbene Stasanore avesse apparentemente favorito Eumene, Antigono trovò prudente perdonarlo e nel 316 a.C. lo lasciò nel possesso indisturbato delle sue satrapie, poiché Stasanore aveva assicurato la lealtà della popolazione nativa e quindi aveva saldamente il controllo nella satrapia.
Da questo momento il nome di Stasanore non appare più. Giustino tuttavia racconta che intorno al 305 a.C. Seleuco I attaccò e conquistò la Battriana, probabilmente in un conflitto con Stasanore o forse il suo successore.